# Sillamäe Kalevi Staadion
Het Sillamäe Kalevi Staadion is een voetbalstadion in de Estische plaats Sillamäe. Het is de thuishaven van voetbalclub JK Sillamäe Kalev dat uitkomt in de Meistriliiga, de hoogste divisie in Estland. Het stadion heeft een capaciteit van 800 bezoekers en er ligt een grasveld.